# Angilberto
Angilberto  è un nome proprio di persona italiano maschile

## Varianti
- Maschili: Angelberto[1], Engelberto[1], Engilberto[1]
  - Ipocoristici: Berto

## Varianti in altre lingue
- Basso-tedesco: Engelke
- Germanico: Engelbert[2], Angilberct[2]
- Inglese: Engelbert[3], Englebert[3], Inglebert[3]
- Lingue scandinave: Engelbert, Engilbert, Engelbrekt, Engelbregt, Ingebrigt
- Tedesco: Engelbert[2][3], Engelbrecht

## Origine e diffusione
Il nome sembra essere derivato da due differenti nomi germanici, simili, che hanno finito per confondersi fra di loro. Il primo, Engelbert, è composto dai vocaboli in alto tedesco antico Angil "Anglo", "appartenente al popolo degli Angli" e beraht, "brillante", "luminoso", e anche "illustre". Il secondo nome sostituisce il primo elemento con engil, "angelo" (da cui engel in tedesco moderno), dando quindi al nome il significato di "angelo brillante" o "angelo celebre".
La forma Angilberto è di tradizione francofona, mentre le forme Engelberto ed Engilberto rappresentano un adattamento diretto dalla forma tedesca Engelbert o Engelbrecht. In Italia, il nome è documentato sin dal Medioevo in varie forme come Angelpert, Angelbertus, Angilpertus. In Gran Bretagna venne introdotto dai Normanni.

## Onomastico
L'onomastico si può festeggiare il 18 febbraio in memoria di sant'Angilberto, genero di Carlo Magno, abate a Saint-Riquier, oppure il 7 novembre in ricordo di sant'Engelberto di Colonia (o di Berg), arcivescovo, o il 10 luglio, in memoria del beato Engelbert Kolland, missionario francescano, martire a Damasco.

## Persone
- Angilberto I di Milano, arcivescovo italiano
- Angilberto II, arcivescovo cattolico italiano
- Angilberto di Saint-Riquier, nobile, abate e santo francese

### Variante Engelberto

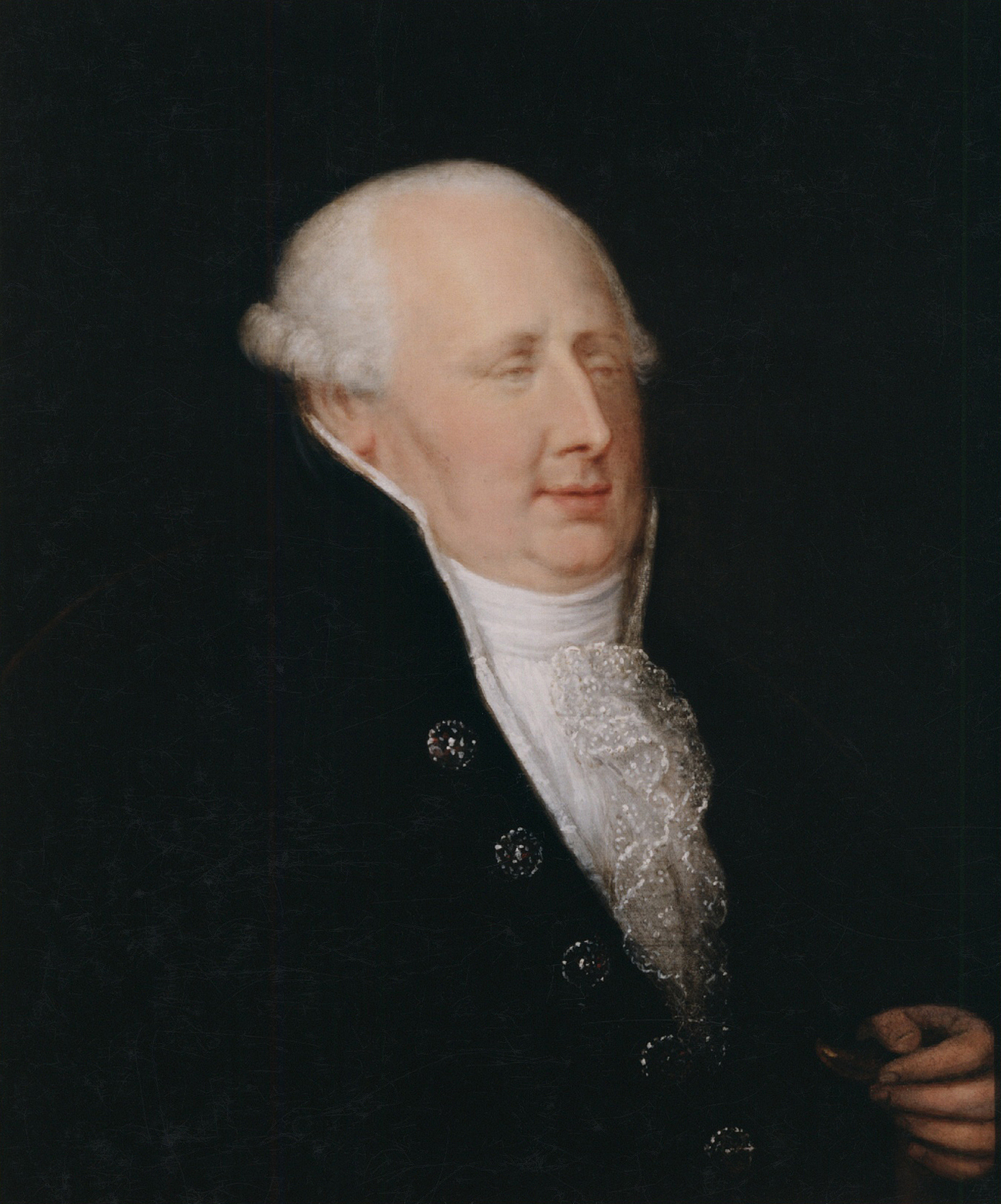
Luigi Engelberto d'Arenberg

- Engelberto Maria d'Arenberg, duca non regnante della Casata d'Arenberg
- Engelberto Augusto d'Arenberg, politico belga naturalizzato tedesco
- Luigi Engelberto d'Arenberg, duca d'Arenberg, duca d'Aarschot e Meppen e principe di Recklinghausen
- Engelberto di Berg, vescovo cattolico, politico e santo tedesco
- Engelberto II de la Marca, Conte della Marca e di Arenberg
- Engelberto III di Mark, arcivescovo tedesco

### Variante Engelbert

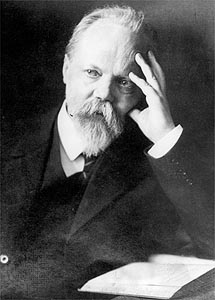
Engelbert Humperdinck

- Engelbert Besednjak, politico, pubblicista e avvocato sloveno
- Engelbert Dollfuss, politico austriaco
- Engelbert Humperdinck, compositore tedesco
- Engelbert Humperdinck, cantante britannico
- Engelbert Kaempfer, naturalista, botanico, medico, viaggiatore e scrittore tedesco
- Engelbert Koenig, calciatore austriaco
- Engelbert Kraus, calciatore tedesco
- Engelbert König, allenatore di calcio e calciatore austriaco
- Engelbert Lagerwey, vescovo vetero-cattolico olandese
- Engelbert Sterckx, cardinale e arcivescovo cattolico belga
- Engelbert von Landsberg-Velen und Steinfurt, politico prussiano
- Engelbert Zaschka, ingegnere tedesco

### Altre varianti
- Engilberto di Nevers, conte di Nevers
- Roald Engelbregt Gravning Amundsen, nome completo di Roald Amundsen, esploratore norvegese